# WeWork

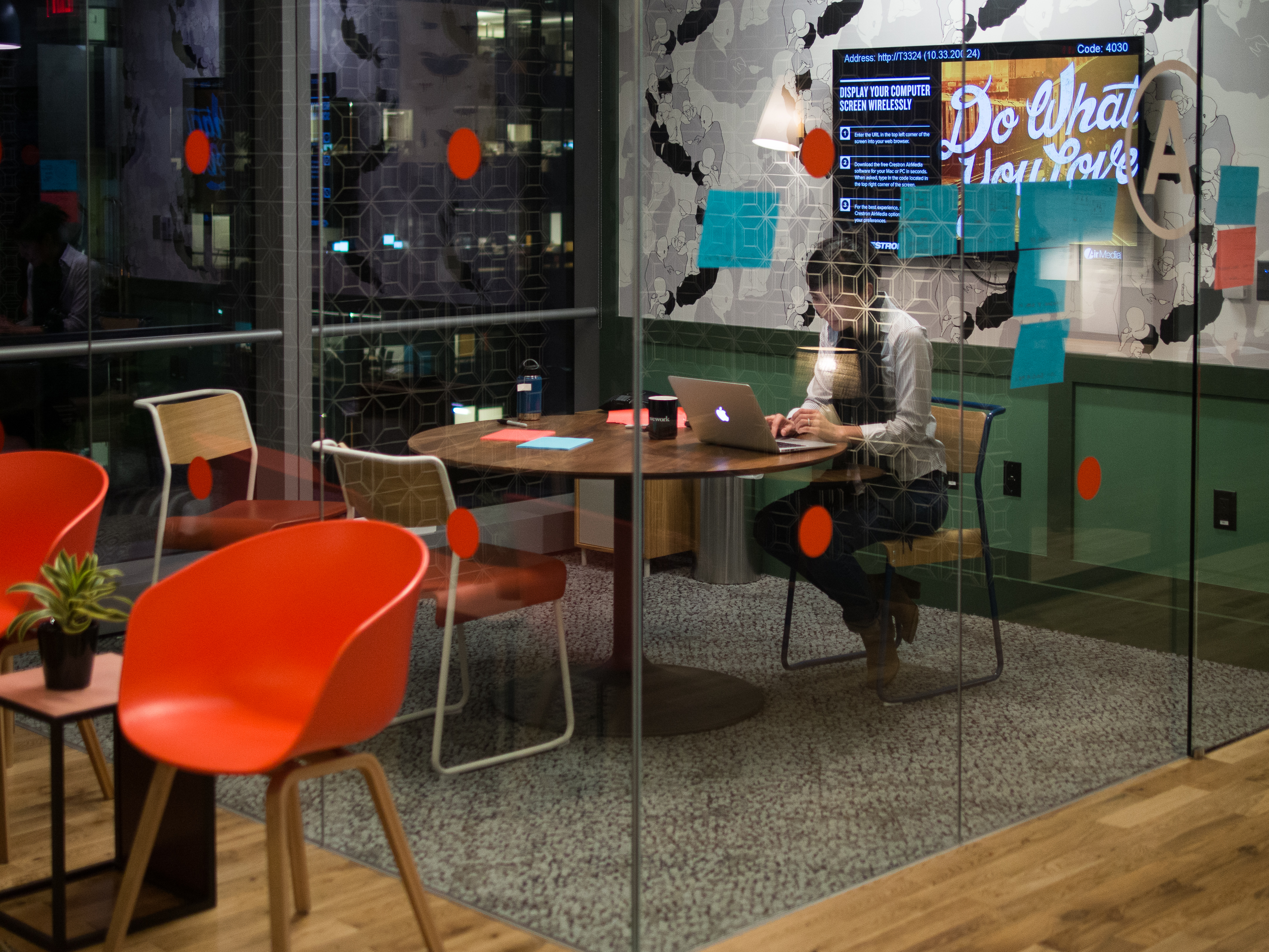
Un espace conférence dans les locaux de San Francisco.

WeWork est une entreprise de mise à disposition de locaux et de services de coworking. Elle est fondée en 2010 par Adam Neumann et Miguel McKelvey et son siège social est situé à New York. Jamais rentable, elle bénéficie pourtant d'une valorisation boursière jugée irréaliste. En grande difficulté financière depuis 2019 lorsque des pertes élevées présentes dans ses comptes ont été rendues publiques, la société se déclare en cessation de paiements le 6 novembre 2023 devant un tribunal du New Jersey.

## Histoire
Adam Neumann fonde l'entreprise The We Company (marque WeWork) en 2010.
L'entreprise s'installe en France rue Lafayette fin 2016 à Paris, avec son 110e emplacement européen, et nomme Séverin Naudet à sa tête. L'arrivée de l'entreprise bouscule le dynamique marché national du coworking et fait réagir les concurrents.

### Économie
En août 2017, Softbank investit 4,4 milliards de dollars dans la compagnie américaine WeWork, portant sa participation dans la start-up à 7,4 milliards de dollars. Cet investissement valorise l'ensemble de Wework à une capitalisation de 20 milliards de dollars. En août 2017, Wework est présent dans une cinquantaine de villes et dans 16 pays pour un total de plus de 260 espaces de travail partagés à travers le monde. L'entreprise compte alors environ 2 000 employés pour 130 000 utilisateurs quotidiens. En août 2018 Softbank investit un milliard de dollars supplémentaire. En novembre 2018, Softbank annonce un investissement de 3 milliards de dollars dans WeWork, la moitié devant être effectué en janvier 2019 et l'autre en avril 2019. 
Pourtant nombre d'économistes se posent la question de la viabilité du modèle économique de l'entreprise, ainsi que de sa valorisation réelle alors qu'une introduction en Bourse est prévue pour septembre 2019. Le développement à marche forcée, avec 150 ouvertures par an dans le monde, laisse planer le doute. En effet, peu avant cette introduction, les analystes constatent un cumul de déficits énormes, un modèle économique incertain et une direction inefficace. Entre autres sont mis en avant les tarifs exorbitants de location de surface mais également le train de vie d'Adam Neumann.
En octobre 2019, WeWork renonce à son entrée en bourse, après une importante perte de sa valorisation capitalistique, et licencie son PDG et cofondateur Adam Neumann. Ce dernier s'étant autorisé plusieurs libertés, particulièrement sur le résultat d'exploitation allégé de nombre de charges, « des réalités comptables avec lesquelles WeWork s'était arrangé de façon créative ». Il part avec 1,7 milliard de dollars d'indemnité.
Pour enrayer la chute de valorisation de 47 milliards de dollars en janvier à 8 milliards désormais, SoftBank, qui contrôlait déjà environ un tiers du capital via des investissements successifs d'un montant total de 10,6 milliards de dollars et se retrouve donc en situation comptable compliquée, débourse 10 milliards de dollars pour prendre le contrôle de la société.
En novembre 2019, WeWork supprime 2 400 postes sur 12 500, et transfère à des sous-traitants 1 000 de ses salariés. Quelque temps après, alors que l'entreprise est en pleine restructuration, son cofondateur Miguel McKelvey quitte l'entreprise.
En mars 2021, WeWork entre en bourse via la fusion avec une SPAC, levant 420 millions de dollars et évaluant la capitalisation de WeWork à 9 milliards de dollars. Mais dans la période qui suit, afin de réduire les pertes, les restructurations s'enchainent : vente de locaux dans plusieurs capitales du monde, retrait de centaines des bureaux sous-loués, arrêt de projets, reprise en main par les financiers afin d'effacer les débordements d'Adam Neumann. 
Fin mars 2023, l'entreprise est passée sous le milliard de valorisation en bourse. Le même mois, la banque annonce avoir renégocié 1,5 milliard de dollars de sa dette, la faisant passer à 2 milliards de dollars. D'après un courrier envoyé à la SEC américaine, la société WeWork est au bord du gouffre. Sa capitalisation boursière est passée de 47 milliards de dollars en 2019 à 284 millions de dollars en août 2023. En cause la perte de clients de la société initiée avec la pandémie de Covid-19 et qui continue depuis à cause notamment des nouvelles habitudes de travail (télétravail notamment) et de la baisse d'activité économique. Pourtant, contrairement à ses concurrents, WeWork dispose d'un très bon taux de remplissage, surtout en Europe, et reste bien positionnée sur son marché ; mais elle n'arrive pas à être rentable.
L'annonce faite à la SEC prévoit une restructuration profonde  de l'activité avec licenciements, cessions des bureaux déficitaires, émission de dette et/ou cessions d'actifs. En mai Sandeep Mathari le PDG part après trois années en poste. L'entreprise est au bord de la faillite, son action côte une dizaine de centimes seulement. L'entreprise possède alors encore plus de 600 sites dans le monde.
Au premier novembre 2023, la valorisation chute à 64 millions d'euros après que des médias ont rapporté que WeWork prévoyait de demander sa mise en faillite. Début novembre 2023, la société dépose le bilan et se place sous la protection du chapitre 11 de loi des faillites américaine.
En mai 2024, WeWork annonce la fermeture de 8 de ses 20 bureaux en France, dans le but de poursuivre une restructuration de ses activités.

## Dans la fiction
- WeCrashed, série télévisée, Apple TV+, 2022[15].